# Open GDF Suez
Open GDF Suez, раніше Open Gaz de France — щорічний жіночий тенісний турнір, що проходив у Парижі, Франція. Заснований у 1993 році. Проводився до 2014 року, до 2000 року на килимі, потім на харді. Належав до турнірів ІІ категорії, після реорганізації системи  турнірів WTA — до прем'єрних турнірів.
Амелі Моресмо утримує рекорд за найбільшою кількістю титулів в одиночному розряді - 3, у 2001, 2006 і 2009 роках.

## Фінали

### Одиночний розряд
| Рік  | Чемпіонка              | Фіналістка       | Рахунок          |
| ---- | ---------------------- | ---------------- | ---------------- |
| 1993 | Мартіна Навратілова    | Моніка Селеш     | 6–3, 4–6, 7–6    |
| 1994 | Мартіна Навратілова    | Жулі Алар        | 7–5, 6–3         |
| 1995 | Штеффі Граф            | Марі П'єрс       | 6–2, 6–2         |
| 1996 | Жулі Алар-Декюжі       | Іва Майолі       | 7–5, 7–6(4)      |
| 1997 | Мартіна Хінгіс         | Анке Губер       | 6–3, 3–6, 6–3    |
| 1998 | Марі П'єрс             | Домінік Монамі   | 6–3, 7–5         |
| 1999 | Серена Вільямс         | Амелі Моресмо    | 6–2, 3–6, 7–6(4) |
| 2000 | Наталі Тозья           | Серена Вільямс   | 7–5, 6–2         |
| 2001 | Амелі Моресмо          | Анке Губер       | 7–6(2), 6–1      |
| 2002 | Вінус Вільямс          | Єлена Докич      | відмова          |
| 2003 | Серена Вільямс         | Амелі Моресмо    | 6–3, 6–2         |
| 2004 | Кім Клейстерс          | Марі П'єрс       | 6–2, 6–1         |
| 2005 | Дінара Сафіна          | Амелі Моресмо    | 6–4, 2–6, 6–3    |
| 2006 | Амелі Моресмо          | Марі П'єрс       | 6–1, 7–6(2)      |
| 2007 | Надія Петрова          | Луціє Шафарова   | 4–6, 6–1, 6–4    |
| 2008 | Анна Чакветадзе        | Аґнеш Савай      | 6–3, 2–6, 6–2    |
| 2009 | Амелі Моресмо          | Олена Дементьєва | 7–6(7), 2–6, 6–4 |
| 2010 | Олена Дементьєва       | Луціє Шафарова   | 6–7(5), 6–1, 6–4 |
| 2011 | Петра Квітова          | Кім Клейстерс    | 6–4, 6–3         |
| 2012 | Анджелік Кербер        | Маріон Бартолі   | 7–6(3), 5–7, 6–3 |
| 2013 | Мона Бартель           | Сара Еррані      | 7–5, 7-6(4)      |
| 2014 | Анастасія Павлюченкова | Сара Еррані      | 3–6, 6–2, 6–3    |

### Парний розряд
| Рік  | Чемпіонки                                     | Фіналістки                              | Рахунок               |
| ---- | --------------------------------------------- | --------------------------------------- | --------------------- |
| 1993 | Яна Новотна Андреа Стрнадова                  | Джо Дьюрі Катрін Сюїр                   | 7–6, 6–2              |
| 1994 | Сабін Аппельманс Лоранс Куртуа                | Марі П'єрс Андреа Темешварі             | 6–4, 6–4              |
| 1995 | Мередіт Макграт Лариса Нейланд                | Манон Боллеграф Ренне Стаббс            | 6–4, 6–1              |
| 1996 | Крісті Богерт Яна Новотна (2)                 | Жулі Алар-Декюжі Наталі Тозья           | 6–4, 6–3              |
| 1997 | Мартіна Хінгіс Яна Новотна (3)                | Александра Фусаї Ріта Гранде            | 6–1, 6–2              |
| 1998 | Сабін Аппельманс (2) Міріам Ореманс           | Анна Курникова Лариса Нейланд           | 1–6, 6–3, 7–6         |
| 1999 | Іріна Спирля Каролін Віс                      | Олена Лиховцева Аї Сугіяма              | 7–5, 3–6, 6–3         |
| 2000 | Жулі Алар-Декюжі Сандрін Тестю                | Емілі Луа Оса Свенссон                  | 3–6, 6–3, 6–4         |
| 2001 | Іва Майолі Віржіні Раззано                    | Кімберлі По Наталі Тозья                | 6–3, 7–5              |
| 2002 | Наталі Деші Мейлен Ту                         | Олена Дементьєва Жанетт Гусарова        | w/o                   |
| 2003 | Барбара Шетт Патті Шнідер                     | Маріон Бартолі Стефані Коен-Алоро       | 2–6, 6–2, 7–6(7–5)    |
| 2004 | Барбара Шетт (2) Патті Шнідер (2)             | Сільвія Фаріна Елія Франческа Ск'явоне  | 6–3, 6–2              |
| 2005 | Івета Бенешова Квета Пешке                    | Анабель Медіна Ґарріґес Дінара Сафіна   | 6–2, 2–6, 6–2         |
| 2006 | Емілі Луа Квета Пешке (2)                     | Кара Блек Ренне Стаббс                  | 7–6(7–5), 6–4         |
| 2007 | Кара Блек Лізель Губер                        | Габріела Навратілова Владіміра Углірова | 6–2, 6–0              |
| 2008 | Альона Бондаренко Катерина Бондаренко         | Ева Грдінова Владіміра Углірова         | 6–1, 6–4              |
| 2009 | Кара Блек (2) Лізель Губер (2)                | Квета Пешке Ліза Реймонд                | 6–4, 3–6, [10–4]      |
| 2010 | Івета Бенешова (2) Барбора Заглавова-Стрицова | Кара Блек Лізель Губер                  | walkover              |
| 2011 | Бетані Маттек-Сендс Меган Шонессі             | Віра Душевіна Катерина Макарова         | 6–4, 6–2              |
| 2012 | Лізель Губер (3) Ліза Реймонд                 | Анна-Лена Гренефельд Петра Мартич       | 7–6(7–3), 6–1         |
| 2013 | Сара Еррані Роберта Вінчі                     | Андреа Главачкова Лізель Губер          | 6–1, 6–1              |
| 2014 | Анна-Лена Гренефельд Квета Пешке (3)          | Тімеа Бабош Крістіна Младенович         | 6–7(7–9), 6–4, [10–5] |